# Thomas Yeh Sheng-nan
Thomas Yeh Sheng-nan (chin. trad. 葉勝男, chin. upr. 叶胜男, pinyin Yè Shèngnán; ur. 26 czerwca 1941 w Kaohsiungu na Tajwanie) – duchowny katolicki, arcybiskup, nuncjusz apostolski.

## Życiorys
27 marca 1971 otrzymał święcenia kapłańskie i został inkardynowany do diecezji Kaohsiung. W 1972 rozpoczął przygotowanie do służby dyplomatycznej na Papieskiej Akademii Kościelnej.
10 listopada 1998 został mianowany przez Jana Pawła II nuncjuszem apostolskim na Sri Lance oraz biskupem tytularnym Leptis Magna. Sakry biskupiej 20 grudnia 1998 udzielił mu kard. Edward Cassidy. 
22 kwietnia 2004 został przeniesiony do nuncjatury w Algierii, będąc równocześnie akredytowanym w Tunezji. W 2016 przeszedł na emeryturę.